# Трубконосые крыланы
Трубконосые крыланы (лат. Nyctimene) — род летучих мышей семейства крылановых. Они распространены в центральной части Филиппин, восточной Индонезии, Папуа-Новой Гвинеи и северо-восточном побережье Австралии.

## Виды
- Трубконосый крылан Томаса (Nyctimene aello)
- Белобрюхий трубконосый крылан (Nyctimene albiventer)
- Большеголовый трубконосый крылан (Nyctimene cephalotes)
- Тёмный трубконосый крылан (Nyctimene celaeno)
- Горный трубконосый крылан (Nyctimene certans)
- Новогвинейский трубконосый крылан (Nyctimene cyclotis)
- Драконий крылан (Nyctimene draconilla)
- Nyctimene keasti
- Большой трубконосый крылан (Nyctimene major)
- Малаитский крылан (Nyctimene malaitensis)
- Демонический крылан (Nyctimene masalai)
- Малый трубконосый крылан (Nyctimene minutus)
- Филиппинский трубконосый крылан (Nyctimene rabori)
- Австралийский трубконосый крылан (Nyctimene robinsoni)
- † Сантакрусский крылан (Nyctimene sanctacrucis)
- Умбойский крылан (Nyctimene vizcaccia)[1]